# Vladimír Klecanda
Vladimír Klecanda (25. září 1888 Praha – 3. dubna 1946 Praha) byl český a československý historik, archivář, člen druhého odboje domácího i zahraničního, politik a člen Československé strany národně socialistické, za kterou byl po roce 1945 poslancem Prozatímního Národního shromáždění.

## Biografie

### Mládí
Jeho otcem byl Jan Klecanda (1855-1920), matka Matylda, rozené Mašková (1859-??). Nejpozději od roku 1887 již celá rodina žila v Praze (starší bratr Jan se narodil v Teplicích). Otec byl menšinový pracovník, redaktor a autor děl pro mládež (uváděl jako povolání "spisovatel"). Bratr Jiří Klecanda (1890-1918) emigroval po začátku první světové války do Ruska, kde se významně podílel na přípravě československé samostatnosti a na zakládání Československých legií v Rusku. Další bratr, Jan Havlasa (původním jménem Jan Klecanda) byl spisovatel, cestovatel a československý diplomat.

### Studia a akademická kariéra
Vladimír Klecanda studoval v Praze, na Sorbonně, na École des Chartes v Paříž i a na Institut für Österreichische Geschichtsforschung ve Vídni. Působil jako archivář v českém zemském archivu. Po dobu několika let působil na československém vyslanectví ve Vídni jako přednosta československé kulturně-historické komise. V roce 1924 se habilitoval na filosofické fakultě Univerzity Komenského v Bratislavě, kde byl od roku 1928 mimořádným a od roku 1931 řádným profesorem pomocných věd historických. Delší dobu pak zastával post generálního sekretáře Učené společnosti Šafaříkovy a šéfredaktorem její revue Bratislava. Byl zemským jednatelem Pečlivosti o mládež a jednatelem Zemského spolku pečlivosti o zmrzačelé na Slovensku, angažoval se v rozvoji slovenské turistiky. Po vzniku Slovenského státu byl nucen odejít ze Slovenska a působil pak na Univerzitě Karlově.

### Odbojová činnost
Za druhé světové války byl aktivní v domácím odboji pod krycím jménem dr Luděk Kalvoda a byl členem - a záhy generálním tajemníkem - Politického ústředí domácího odboje. Po Vánocích roku 1939 odešel přes Jugoslávii do Francie, kde od 1. února 1940 působil jako přednosta informační služby při Československém národním výboru v Paříži. Později přešel do Velké Británie. Zde zasedal v Státní radě Československé a byl aktivní v exilových spolcích akademiků a učitelů. Byl rovněž členem výkonného výboru International Associations of University Professors and Lecturers. V Londýně vydával měsíčník Kruh zaměřený na politické a kulturní otázky. Uspořádal také archív československého zahraničního exilu. V květnu 1941 byl zvolen velmistrem Národní Velké Lóže Československé v exilu. Mezitím v Protektorátu byla nacisty pronásledována jeho rodina. Manželka Eva (rozená Anna) byla nejdříve 9 měsíců vězněna ve věznici na Pankráci, poté propuštěna, a ihned po atentátu na Heydricha deportována s dcerou Evou do terezínské Malé pevnosti, odkud byla koncem srpna 1942 odvlečena do Osvětimi, kde v říjnu 1942 zemřela (údajně na tyfus). Dcera Eva Provazníková pak byla po dobu tří let vězněna v koncentračním táboře Ravensbrück.

### Poslanec Prozatímního Národního shromáždění
V letech 1945–1946 byl poslancem Prozatímního Národního shromáždění za národní socialisty. Zde zasedal až do své smrti. Pak ho jako náhradník vystřídal Václav Hlavatý. Po roce 1945 se stal členem výkonného výboru národně socialistické strany. V parlamentu se stal předsedou kulturního výboru.